# Biblioteca (Focio)
La Biblioteca o Myriobiblion (en griego, Βιβλιοθήκη, Μυριόβιβλος, literalmente, 'Diez mil libros') son títulos que se le dieron a partir del siglo XVI a una obra de Focio (patriarca de Constantinopla del siglo IX) cuyo título original era Inventario y enumeración de los libros que he leído, o de los cuales nuestro querido hermano Tarasio me pidió un análisis general.
Se trata de una colección de reseñas bibliográficas que comprende 280 códices, algunos de los cuales describen más de un volumen manuscrito, o más de un libro.
El 43% de las obras descritas en la Biblioteca son religiosas e incluyen obras judías y heréticas mientras el 57% son obras laicas o paganas. Estas últimas abarcan muy diversos temas: historia, oratoria, ficción en prosa, medicina, mitología, biografías, epistolografía, paradoxografía, filosofía y ciencias. La importancia de esta obra de Focio reside, en parte, en que a menudo ofrece los únicos datos que se poseen acerca de numerosas obras literarias de muchos autores antiguos que no se han conservado.

## Capítulos
Contiene los siguientes capítulos o códices:
1. Teodoro el Presbítero: De la autenticidad de las obras de Dionisio Areopagita
2. Adriano el Monje: Introducción a las escrituras
3. Nonoso (siglo VI): Historia
4. Teodoro de Mopsuestia (siglos IV-V): Contra Eunomio
5. Sofronio (siglos VI-VII): Defensa de Basilio contra Eunomio
6. Gregorio de Nisa (siglo IV): Defensa de Basilio contra Eunomio
7. Gregorio de Nisa: Defensa de Basilio contra Eunomio
8. Orígenes (siglo III): Sobre los principios
9. Eusebio de Cesarea (siglos III-IV): Praeparatio evangelica
10. Eusebio: Demonstratio evangelica
11. Eusebio: Praeparatio ecclesiastica
12. Eusebio: Demonstratio ecclesiastica
13. Eusebio: La refutación y la defensa
14. Apolinar (siglo II): Contra los paganos, De la piedad y De la verdad.
15. Gelasio de Cízico (siglo V): Actas del primer concilio (Nicea)
16. Gelasio de Cízico: Actas del tercer concilio (Éfeso)
17. Gelasio de Cízico: Actas del cuarto concilio (Calcedonia)
18. Gelasio de Cízico: Actas del quinto concilio (Constantinopla II)
19. Gelasio de Cízico: Actas del sexto concilio (Constantinopla III)
20. Gelasio de Cízico: Actas del séptimo concilio (Nicea II)
21. Juan Filópono (siglo VI): Sobre la resurrección
22. Teodosio el Monje (siglo V): Refutación de Juan Filópono
23. Conón de Tarso, Eugenio y Temistio (siglo VI): Invectivas contra Juan Filópono
24. Actas de una controversia entre los triteístas y los hesitantes
25. Juan Crisóstomo (siglos IV-V): Sobre la muerte, Homilías
26. Sinesio de Cirene (siglos IV-V): De la providencia, De la realeza
27. Eusebio de Cesarea: Historia eclesiástica
28. Sócrates Escolástico (siglo V): Historia eclesiástica
29. Evagrio Escolástico (siglo VI): Historia eclesiástica
30. Sozomeno (siglo V): Historia eclesiástica
31. Teodoreto (siglo V): Historia eclesiástica
32. Atanasio de Alejandría (siglo IV): Cartas
33. Justo de Tiberíades (siglo I): Crónica de los reyes de los judíos
34. Julio Africano (siglos II-III): Cronografía
35. Filipo de Side (siglo V): Historia cristiana
36. Cosmas Indicopleustes (siglo VI): Topografía cristiana
37. Anónimo: Sobre la política
38. Teodoro de Mopsuestia: Un comentario sobre el Génesis
39. Eusebio: Contra Hierocles
40. Filostorgio (siglos IV-V): Historia eclesiástica
41. Juan de Egas (siglo V): Historia eclesiástica
42. Basilio de Cilicia (siglos V-VI): Historia eclesiástica
43. Juan Filópono: Sobre el Hexamerón
44. Filóstrato (siglos II-III): Vida de Apolonio de Tiana
45. Androniciano: Contra los Eunomianos
46. Teodoreto: Contra las herejías
47. Flavio Josefo (siglo I): La guerra de los judíos
48. Flavio Josefo (pero probablemente se trata de una confusión con Hipólito de Roma): Sobre el universo
49. Cirilo de Alejandría (siglos IV-V): Contra Nestorio
50. Nicias el Monje (siglos VI-VII): Contra los siete capítulos de Filópono
51. Hesiquio: Sobre la serpiente de bronce
52. Actas del sínodo de Side (año 383) contra los mesalianos
53. Actas del sínodo de Cartago (año 411 o 412) contra los pelagianos
54. Copia de las decisiones tomadas contra las doctrinas de Nestorio por los obispos de occidente.
55. Juan Filópono: Contra el cuarto concilio
56. Teodoreto: Contra las herejías
57. Apiano (siglo II): Historia de Roma
58. Flavio Arriano (siglo II): Párticas
59. Actas del sínodo del Roble (año 403)
60. Heródoto (siglo V a. C.): Historia
61. Esquines (siglo IV a. C.):Contra Timarco; Sobre la falsa embajada; Contra Ctesifonte
62. Praxágoras de Atenas (siglo IV): Historia de Constantino el Grande
63. Procopio de Cesarea (siglo VI): Historia
64. Teófanes de Bizancio (siglo VI): Historia
65. Teofilacto Simocates (siglo VII): Historias
66. Nicéforo de Constantinopla (siglos VIII-IX): Epítome histórico
67. Sergio el Confesor: Historia
68. Cefalión (siglo II): Compendio de historia universal
69. Hesiquio el Ilustre (siglo VI): Historia
70. Diodoro de Sicilia (siglo I): Biblioteca histórica
71. Dion Casio (siglo III): Historia
72. Ctesias (siglo V a. C.): Historia de Persia; Historia de la India
73. Heliodoro (siglos III-IV): Etiópicas
74. Temistio (siglo IV): Discursos; Lesbonax: Discursos
75. Juan Filópono: Sobre la Trinidad contra Juan el Escolástico
76. Flavio Josefo: Antigüedades de los judíos
77. Eunapio (siglos IV-V): Crónica
78. Malco (siglos V-VI): Historia bizantina
79. Cándido (siglo V): Historia
80. Olimpiodoro (siglo V): Historias
81. Teodoro de Mopsuestia: Sobre la magia de los persas y en que difiere esta del cristianismo
82. Dexipo (siglo III): Historia; Epítome histórico
83. Dionisio de Halicarnaso (siglo I a. C.): Historias
84. Dionisio de Halicarnaso: Compendio de historia
85. Heracliano (siglos IV-V): Contra los maniqueos
86. Juan Crisóstomo: Cartas
87. Aquiles Tacio (siglo II): Leucipa y Clitofonte
88. Gelasio de Cízico: Actas del sínodo de Nicea
89. Gelasio de Cesarea (siglo IV): Continuación de la Historia de Eusebio Pánfilo
90. Libanio (siglo IV): Varios volúmenes
91. Arriano: Historia del reinado de Alejandro Magno
92. Arriano: Continuación
93. Arriano: Bitínicas
94. Jámblico (siglo II): Babilónicas
95. Juan de Escitópolis (siglo VI): Contra los cismáticos
96. Jorge de Alejandría: Vida de San Crisóstomo
97. Flegón de Trales (siglo II): Colección de crónicas y Lista de victorias olímpicas
98. Zósimo (siglos V-VI): Historia
99. Herodiano (siglo III): Historia
100. Adriano (siglo II): Declamaciones
101. Victorino de Antioquía: Panegíricos del emperador Zenón
102. Gelasio de Cesarea (siglo IV): Contra los anomeos
103. Filón el Judío (siglo I): Alegorías de las leyes sagradas y De la vida civil
104. Filón el Judío: Esenios y Terapeutas
105. Filón el Judío: Censura de Caio y Censura de Flaco
106. Teognosto de Alejandría (siglo III): Hipotiposes
107. Basilio de Cilicia: Contra Juan de Escitópolis
108. Teodoro de Alejandría: Contra Temistio
109. Clemente de Alejandría (siglos II-III): Hipotiposes
110. Clemente de Alejandría: El pedagogo
111. Clemente de Alejandría: Stromata
112-3. Clemente de Roma (siglo I): Constituciones apostólicas y Reconocimientos
114. Lucio Carino: Itinerarios de los Apóstoles: Actas de Pedro, Actas de Juan, Actas de Andrés, Actas de Tomás, Actas de Pablo
115. Anónimo: Contra los cuartodecimanos; Metrodoro: De la fecha de Pascua
116. Anónimo: Un tercer volumen sobre la santa fecha de Pascua en ocho libros
117. Anónimo: Defensa de Orígenes
118. Pánfilo y Eusebio (siglos III-IV): Defensa de Orígenes
119. Pierio (siglo III): Sermones
120. Ireneo (siglos II-III): Contra las herejías
121. Hipólito: Contra las herejías
122. Epifanio (siglos IV-V): Panarion
123. Epifanio: Ancoratus
124. Epifanio: Sobre los pesos y medidas
125. Justino Mártir (siglo II): Apología
126. Clemente de Roma: Cartas a los corintios; Policarpo: Carta a los filipenses
127. Eusebio: Vida de Constantino
128. Luciano (siglo II): Falaris, Diálogos de los muertos y Diálogos de las cortesanas
129. Lucio de Patras: Metamorfosis
130. Damascio (siglos V-VI): Una obra de cuatro libros
131. Amintiano (siglos II-III): Sobre Alejandro
132. Paladio (siglos III-IV): Declamaciones
133. Aftonio (siglo IV): Declamaciones
134. Eusebio el Sofista: Declamaciones
135. Máximo de Alejandría: Declamaciones
136. Cirilo de Alejandría (siglos IV-V): Thesauros
137. Eunomio de Cízico (siglo IV): Una obra de la que falta el título
138. Eunomio: Contra Basilio y Cartas
139. Atanasio (siglo IV): Comentario sobre el Eclesiastés y sobre el Cantar de los cantares
140. Atanasio: Contra Arrio y sus doctrinas
141. Basilio (siglo IV): Hexamerón
142. Basilio: Discursos morales
143. Basilio: Cartas
144. Basilio: Ascéticas
145. Heladio (siglo V): Léxico
146. Léxico para el estilo clásico
147. Léxico para el estilo solemne
148. Léxico para el estilo político
149. Valerio Polio (siglo II): Léxico
150. Julián: Léxico; Filóstrato de Tiro: Léxico; Valerio Diodoro: Léxico
151. Timeo Sofista (siglo IV): Léxico de Platón
152. Elio Dionisio de Halicarnaso (siglo II): Léxico de las palabras áticas
153. Pausanias: Léxico
154. Boeto: Colección de palabras platónicas
155. Boeto: Palabras controvertidas en Platón
156. Doroteo: Palabras nuevas y extranjeras de Platón
157. Elio Moeris (siglo II): Palabras áticas
158. Frínico el Árabe (siglo II): Aparato retórico o sofístico
159. Isócrates (siglos V-IV a. C.): Discursos, Cartas
160. Coricio de Gaza (siglo VI): Declamaciones
161. Sopatro de Apamea: Diversos extractos
162. Eusebio de Tesalónica (siglos VI-VII): Contra los aftartodocetes
163. Vindanio Anatolio de Beirut: Selección de preceptos agrícolas
164. Galeno (siglos II-III): Sobre las escuelas de medicina
165. Himerio (siglo IV): Declamaciones
166. Antonio Diógenes: Los prodigios más allá de Tule
167. Juan Estobeo (siglos V-VI): Antología
168. Basilio de Seleucia (siglos IV-V): Sermones
169. Cirilo de Alejandría (siglos IV-V): Contra Nestorio
170. Anónimo: Resumen de textos que predicen la llegada del cristianismo
171. Eustracio de Constantinopla (siglo VI): Sobre el estado de las almas después de la muerte
172-4. Juan Crisóstomo: Homilías sobre el Génesis
175. Pánfila (siglo I): Notas históricas diversas
176. Teopompo (siglo IV a. C.): Filípica
177. Teodoro de Mopsuestia: Contra los que dicen que el hombre peca por naturaleza y no con intención
178. Dioscórides (siglo I): Sobre la materia
179. Agapio (siglos III-IV): Panfletos maniqueístas
180. Juan el Lidio (siglo VI): De los prodigios; De los meses; De las magistraturas romanas.
181. Damascio: Vida del filósofo Isidoro
182. Eulogio de Alejandría (siglos VI-VII): Contra Novaciano
183. Elia Eudocia: Educación preescolar
184. Elia Eudocia: Paráfrasis del libro sahariano, etc
185. Dionisio de Egea: Dictiacos
186. Conón (siglos I a. C.-I d. C.): Relatos
187. Nicómaco de Gerasa (siglos I-II): Teología de la aritmética
188. Alejandro de Mindo: Selección de maravillas; Protagoras: Geografía universal
189. Soción (siglos III-II a. C.): Historias extrañas del agua; Nicolás de Damasco (siglos I a. C.-I d. C.): Historias singulares de los pueblos; Acestórides: Fábulas urbanas
190. Ptolomeo Hefestión (siglos I-II): Nueva historia
191. Basilio de Cesarea: Ascéticas
192A. Máximo el Confesor (siglo VII): Cuestiones a Talasio
192B. Máximo el Confesor: Cartas (27)
193. Máximo el Confesor: Varios
194. Máximo el Confesor: Varias cartas y centurias teológicas
195. Máximo el Confesor: Carta y diálogo entre Pirro y Máximo
196. Efrén de Nisibe (siglo IV): Diversas parénesis
197. Casiano (siglos IV-V): tres obras
198. Anónimo: Resumen de una oración espiritual
199. Juan Mosco (siglos VI-VII): El prado espiritual
200. Marcos el Monje (siglo IV): Obras diversas
201. Diadoco de Fótice (siglo V): Obras diversas
202. Hipólito de Roma (siglo III): Comentario sobre Daniel y sobre Cristo
203. Teodoreto de Ciro: Comentario sobre Daniel
204. Teodoreto de Ciro: Cuestiones sobre el Octateuco
205. Teodoreto de Ciro: Comentario sobre los doce profetas
206. Procopio de Gaza (siglos V-VI): Sobre el Octateuco; Sobre el libro de los Reyes y Paralipómena
207. Procopio de Gaza: Comentario sobre Isaías
208. Eulogio de Alejandría: Contra los novacianos
209. Dion de Prusa (siglos I-II): Discusiones
210. Cesareo de Nazianzo (Pseudo-): Preguntas y respuestas
211. Dionisio de Egea: Dictiacos
212. Enesidemo (siglo I a. C.): Discursos pirrónicos
213. Agatárquidas de Cnido (siglo II a. C.): Sobre el mar Eritreo
214. Hierocles (siglo V): Sobre la providencia y el destino
215. Juan Filópono: Contra el tratado sobre las estatuas de Jámblico
216. Oribasio (siglo IV): Epítome de las obras de Galeno
217. Oribasio: Colección médica
218. Oribasio: Epítome de la colección médica
219. Oribasio: Euforistes
220. Teón de Alejandría (siglos IV-V): El hombre
221. Aecio de Amida (siglos V-VI): Trabajo médico
222. Job el Monje: Encarnación
223. Diodoro de Tarso (siglo IV): Contra el destino
224. Memnón de Heraclea (siglo I): Historia de Heraclea
225. Eulogio de Alejandría: Contra Severo y Teodosio
226. Eulogio de Alejandría: Contra Teodosio y Severo
227. Eulogio de Alejandría: Contra Teodosianos y ¿gaianiitteja?
228. Efrén de Antioquía: Cartas y Sermones
229. Efrén de Antioquía: cuatro obras
230. Eulogio de Alejandría: varios
231. Sofronio de Jerusalén: Carta sinodial a Sergio de Constantinopla
232. Esteban Gobar (siglo VI): Florilegio
233. Germán de Constantinopla (siglos VII-VIII): Sobre la verdadera y legítima retribución
234. Metodio de Olimpia (siglos III-IV): Sobre la resurrección
235. Metodio de Olimpia: Sobre las cosas creadas
236. Metodio de Olimpia: Del libre albedrío
237. Metodio de Olimpia: Sobre la virginidad
238. Josefo: Antigüedades judías
239. Proclo (probablemente siglo II): Manual de literatura
240. Juan Filópono: Sobre el Hexamerón
241. Filóstrato: Vida de Apolonio de Tiana
242. Damascio de Damasco: Vida del filósofo Isidoro
243. Himerio (siglo IV): Declaraciones
244. Diodoro de Sicilia: Biblioteca histórica
245. Plutarco (siglo II): Extractos de las Vidas paralelas
246. Elio Aristides (siglo II): Panatenaico
247. Elio Aristides: En defensa de la Retórica contra Platón
248. Elio Aristides: Apología
249. Extractos de la vida de Pitágoras
250. Agatárquidas de Cnido: Sobre el mar Eritreo
251. Hierocles: Providencia
252. Anónimo: Vida de San Gregorio el Grande
253. Anónimo: Martirio de los siete durmientes de Éfeso
254. Anónimo: Martirio del apóstol Timoteo
255. Anónimo. Martirio de San Demetrio
256. Anónimo: Vida de los santos padres Metrofano y Alejandro
257. Anónimo: Vida de Pablo de Constantinopla
258. Anónimo: Vida de Atanasio de Constantinopla
259. Antifonte (siglo V a. C.): Discursos
260. Isócrates: Discursos
261. Andócides (siglos V-IV a. C.): Discursos
262. Lisias (siglos V-IV a. C.): Discursos
263. Iseo (siglos V-IV a. C.): Discursos
264. Esquines (siglo IV a. C.): Discursos
265. Demóstenes (siglo IV a. C.): Discursos
266. Hipérides (siglo IV a. C.): Discursos
267. Dinarco (siglos IV-III a. C.): Discursos
268. Licurgo (siglo IV a. C.): Vida
269. Hesiquio de Jerusalén (siglo V): Alabanza de San Andrés
270. Juan Crisóstomo: Sermón sobre San Pablo
271. Asterio de Amasea (siglos IV-V): Sermones
272. Leoncio de Arabiso: Sobre la Creación y Sobre Lázaro
273. Teodoreto de Ciro: San Juan Crisóstomo
274. Juan Crisóstomo: Varios sermones
275. Hesiquio de Jerusalén: Homilía sobre Juan, hermano del Señor; Modesto de Jerusalén (siglo VII): Varios sermones
276. Nilo de Ancira: Fragmentos de sermones
277. Juan Crisóstomo: Extractos de diferentes sermones
278. Teofrasto de Ereso (siglos IV-III a. C.): Extractos de varios documentos
279. Heladio: Crestomatía
280. Eulogio de Alejandría: Contra los novacianos.